# Пипер, Карл
Карл Пипер (швед. Carl Piper; 29 июля 1647, Стокгольм — 29 мая 1716, Шлиссельбург) — шведский государственный деятель.

## Биография
Карл Пипер родился в Стокгольме 29 июля 1647 года от брака камерира Военной коллегии Карла Пипера и Ингрид Шарлотты Экенбом. Отучившись шесть лет в Упсальском университете, в 1668 году поступил на службу в королевскую канцелярию. В 1673—1674 годах участвовал в посольстве Густава Оксеншерны в Россию.
Во время войны за Сконе служил в походной канцелярии, где был замечен королём. В 1677 году его назначили регистратором в Большую канцелярию. В 1679 году получил дворянское звание и переведён секретарём в Камер-коллегию. В связи с начавшейся редукцией это место требовало высокой работоспособности, но одновременно и предоставляло значительную власть.
В 1689 году он был назначен канцелярским советником и статс-секретарём, сделавшись с этого времени правой рукой короля по вопросам внутренних дел государства.
С 1690 года был женат на Кристине Тёрнфлюкт. Отец Карла Фредрика Пипера (1700—1770).
После смерти Карла XI новый король Карл XII также проявлял к нему благосклонность. В 1697 году он был назначен королевским статским советником, а ещё год спустя в один и тот же день получил титулы барона и графа.

## Участие в Северной войне
С началом Северной войны Пипер возглавил походную канцелярию, последовавшую за королём к театру военных действий. В качестве первого советника вёл переговоры с польскими магнатами и представителями иностранных государей. В 1702 году Пипер стал канцлером Упсальского университета, а в 1705 году обер-маршалом.
В первой половине правления Карла XII через руки Пипера проходили все вопросы по внешним и внутренним делам. Карл Пипер подписал со стороны шведского королевства Альтранштедтский мирный трактат. Впрочем, король часто решал вопросы и без его ведома, особенно в последние годы правления. Так, к примеру, Пиперу не удалось предотвратить походы в Польшу и на Малую Россию, против которых он активно выступал. Близость к королю вызвала появление у Пипера большого количества завистников и недругов, среди которых был и один из лучших полководцев Карла XII фельдмаршал Реншильд.
В 1709 году в ходе битвы под Полтавой был взят русскими войсками в плен. Сначала его отвезли в Киев, но потом ему пришлось участвовать в триумфальном шествии, которое Пётр I устроил в честь полтавской победы в Москве.
В плену Пипер находился по большей части в Москве, где, несмотря на взаимную неприязнь, вместе с Реншильдом оказывал помощь другим попавшим в плен соотечественникам.
В 1715 году Пипера перевели в Шлиссельбург, где он 29 мая 1716 года скончался. В 1718 году его тело было с почестями перевезено в Швецию и захоронено в церкви в Энксё в Вестманланде.

## Посмертные публикации
Во время своего пребывания в Москве Пипер вёл дневник, который вместе с частью его писем был издан в «Historiska handlingar» в 1906 и 1911 годах.